# مارس 2013

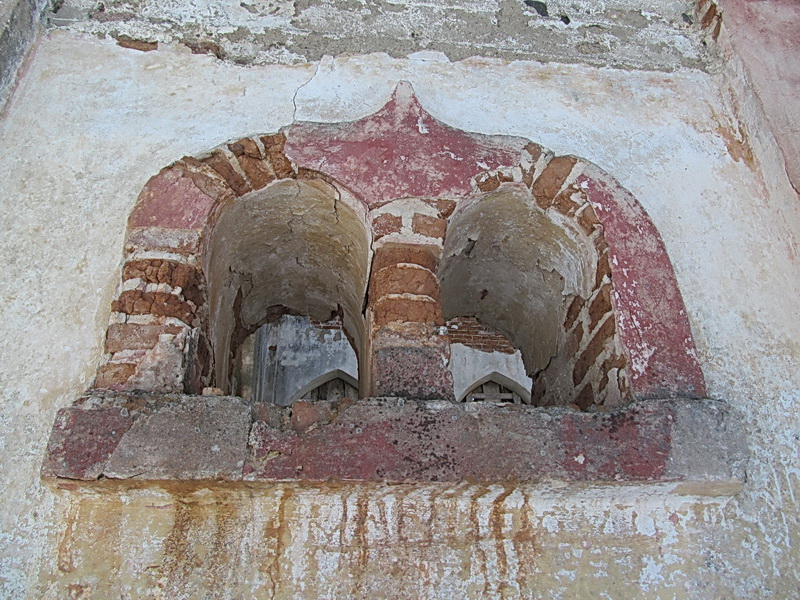
كونا، بيت الجليد

مارس 2013 هو الشهر الثالث من عام 2013، بدأ يوم الجمعة، وأنتهى يوم الأحد، وأمتد لواحد وثلاثين يومًا.

## بوابة:أحداث جارية
| \| 1 مارس 2013 (الجمعة) \| عدل \| تاريخ \| راقب \| تصفح \| |     |       |      |      |
| - العيساوي يستقيل بجمعة "العراق خيارنا" (الجزيرة)          |     |       |      |      |
| 1 مارس 2013 (الجمعة)                                       | عدل | تاريخ | راقب | تصفح |

| \| 2 مارس 2013 (السبت) \| عدل \| تاريخ \| راقب \| تصفح \| |     |       |      |      |
| - أكراد يعتزمون الإفراج عن أتراك مخطوفين (سكاي نيوز)      |     |       |      |      |
| 2 مارس 2013 (السبت)                                       | عدل | تاريخ | راقب | تصفح |

| \| 3 مارس 2013 (الأحد) \| عدل \| تاريخ \| راقب \| تصفح \| |     |       |      |      |
| - مصر.. الدستورية ترفض دعاوى ضد التأسيسية (سكاي نيوز)     |     |       |      |      |
| 3 مارس 2013 (الأحد)                                       | عدل | تاريخ | راقب | تصفح |

| \| 4 مارس 2013 (الإثنين) \| عدل \| تاريخ \| راقب \| تصفح \| |     |       |      |      |
| - ائتلاف للمعارضة الكويتية يطالب بالإصلاح (الجزيرة)         |     |       |      |      |
| 4 مارس 2013 (الإثنين)                                       | عدل | تاريخ | راقب | تصفح |

| \| 5 مارس 2013 (الثلاثاء) \| عدل \| تاريخ \| راقب \| تصفح \|  |     |       |      |      |
| - مفتي مصر الجديد يتسلّم مهام عمله رسمياً من علي جمعة (العربية) |     |       |      |      |
| 5 مارس 2013 (الثلاثاء)                                        | عدل | تاريخ | راقب | تصفح |

| \| 6 مارس 2013 (الأربعاء) \| عدل \| تاريخ \| راقب \| تصفح \| |     |       |      |      |
| - هجوم جديد على أنبوب النفط الرئيسي باليمن (سكاي نيوز)       |     |       |      |      |
| 6 مارس 2013 (الأربعاء)                                       | عدل | تاريخ | راقب | تصفح |

| \| 7 مارس 2013 (الخميس) \| عدل \| تاريخ \| راقب \| تصفح \|    |     |       |      |      |
| - برلمان العراق يقر الموازنة بغياب النواب الأكراد (سكاي نيوز) |     |       |      |      |
| 7 مارس 2013 (الخميس)                                          | عدل | تاريخ | راقب | تصفح |

| \| 8 مارس 2013 (الجمعة) \| عدل \| تاريخ \| راقب \| تصفح \| |     |       |      |      |
| - صهر بن لادن ينفي التآمر لقتل أميركيين (سكاي نيوز)        |     |       |      |      |
| 8 مارس 2013 (الجمعة)                                       | عدل | تاريخ | راقب | تصفح |

| \| 9 مارس 2013 (السبت) \| عدل \| تاريخ \| راقب \| تصفح \| |     |       |      |      |
| - الهند قد توقف استيراد النفط الإيراني (سكاي نيوز)        |     |       |      |      |
| 9 مارس 2013 (السبت)                                       | عدل | تاريخ | راقب | تصفح |

| \| 10 مارس 2013 (الأحد) \| عدل \| تاريخ \| راقب \| تصفح \| |     |       |      |      |
| - قطر.. اكتشاف حقل للغاز الطبيعي (سكاي نيوز)               |     |       |      |      |
| 10 مارس 2013 (الأحد)                                       | عدل | تاريخ | راقب | تصفح |

| \| 11 مارس 2013 (الإثنين) \| عدل \| تاريخ \| راقب \| تصفح \| |     |       |      |      |
| - تحطم طائرة عسكرية في واشنطن (سكاي نيوز)                    |     |       |      |      |
| 11 مارس 2013 (الإثنين)                                       | عدل | تاريخ | راقب | تصفح |

| \| 12 مارس 2013 (الثلاثاء) \| عدل \| تاريخ \| راقب \| تصفح \| |     |       |      |      |
| - أزمة السولار تشل مصر (سكاي نيوز)                            |     |       |      |      |
| 12 مارس 2013 (الثلاثاء)                                       | عدل | تاريخ | راقب | تصفح |

| \| 13 مارس 2013 (الأربعاء) \| عدل \| تاريخ \| راقب \| تصفح \| |     |       |      |      |
| - مصر.. الإفراج عن فلسطينيين تمهيدا لترحيلهم (سكاي نيوز)      |     |       |      |      |
| 13 مارس 2013 (الأربعاء)                                       | عدل | تاريخ | راقب | تصفح |

| \| 14 مارس 2013 (الخميس) \| عدل \| تاريخ \| راقب \| تصفح \| |     |       |      |      |
| - آلاف العاطلين يتظاهرون جنوبي الجزائر (سكاي نيوز)          |     |       |      |      |
| 14 مارس 2013 (الخميس)                                       | عدل | تاريخ | راقب | تصفح |

| \| 15 مارس 2013 (الجمعة) \| عدل \| تاريخ \| راقب \| تصفح \| |     |       |      |      |
| - البنتاغون: تصدينا لطائرة إيرانية في الخليج (سكاي نيوز)    |     |       |      |      |
| 15 مارس 2013 (الجمعة)                                       | عدل | تاريخ | راقب | تصفح |

| \| 16 مارس 2013 (السبت) \| عدل \| تاريخ \| راقب \| تصفح \| |     |       |      |      |
| - فنزويلا لن تحنط "القائد تشافيز" (سكاي نيوز)              |     |       |      |      |
| 16 مارس 2013 (السبت)                                       | عدل | تاريخ | راقب | تصفح |

| \| 17 مارس 2013 (الأحد) \| عدل \| تاريخ \| راقب \| تصفح \| |     |       |      |      |
| - مصر.. أهالي ينفذون "حد الحرابة" في لصين (سكاي نيوز)      |     |       |      |      |
| 17 مارس 2013 (الأحد)                                       | عدل | تاريخ | راقب | تصفح |

| \| 18 مارس 2013 (الإثنين) \| عدل \| تاريخ \| راقب \| تصفح \| |     |       |      |      |
| - تهديدات بإخراج اليمن من قائمة التراث العالمي (سكاي نيوز)   |     |       |      |      |
| 18 مارس 2013 (الإثنين)                                       | عدل | تاريخ | راقب | تصفح |

| \| 19 مارس 2013 (الثلاثاء) \| عدل \| تاريخ \| راقب \| تصفح \| |     |       |      |      |
| - مقتل 7 جنود أميركيين بحادث تدريبي (سكاي نيوز)               |     |       |      |      |
| 19 مارس 2013 (الثلاثاء)                                       | عدل | تاريخ | راقب | تصفح |

| \| 20 مارس 2013 (الأربعاء) \| عدل \| تاريخ \| راقب \| تصفح \| |     |       |      |      |
| - الكويت تعتزم الاستغناء عن مليون وافد (سكاي نيوز)            |     |       |      |      |
| 20 مارس 2013 (الأربعاء)                                       | عدل | تاريخ | راقب | تصفح |

| \| 21 مارس 2013 (الخميس) \| عدل \| تاريخ \| راقب \| تصفح \| |     |       |      |      |
| - استفتاء تاريخي حول استقلال اسكتلندا (سكاي نيوز)           |     |       |      |      |
| 21 مارس 2013 (الخميس)                                       | عدل | تاريخ | راقب | تصفح |

| \| 22 مارس 2013 (الجمعة) \| عدل \| تاريخ \| راقب \| تصفح \| |     |       |      |      |
| - واشنطن تستبعد استخدام الكيماوي بسوريا (سكاي نيوز)         |     |       |      |      |
| 22 مارس 2013 (الجمعة)                                       | عدل | تاريخ | راقب | تصفح |

| \| 23 مارس 2013 (السبت) \| عدل \| تاريخ \| راقب \| تصفح \| |     |       |      |      |
| - قتلى وجرحى بعد إعصار في بنغلاديش (سكاي نيوز)             |     |       |      |      |
| 23 مارس 2013 (السبت)                                       | عدل | تاريخ | راقب | تصفح |

| \| 24 مارس 2013 (الأحد) \| عدل \| تاريخ \| راقب \| تصفح \| |     |       |      |      |
| - سوريا.. الخطيب يستقيل من رئاسة الائتلاف (سكاي نيوز)      |     |       |      |      |
| 24 مارس 2013 (الأحد)                                       | عدل | تاريخ | راقب | تصفح |

| \| 25 مارس 2013 (الإثنين) \| عدل \| تاريخ \| راقب \| تصفح \| |     |       |      |      |
| - تضرر مليارات عربية من الأزمة القبرصية (سكاي نيوز)          |     |       |      |      |
| 25 مارس 2013 (الإثنين)                                       | عدل | تاريخ | راقب | تصفح |

| \| 26 مارس 2013 (الثلاثاء) \| عدل \| تاريخ \| راقب \| تصفح \| |     |       |      |      |
| - الخطيب يرأس وفد سوريا إلى قمة الدوحة (سكاي نيوز)            |     |       |      |      |
| 26 مارس 2013 (الثلاثاء)                                       | عدل | تاريخ | راقب | تصفح |

| \| 27 مارس 2013 (الأربعاء) \| عدل \| تاريخ \| راقب \| تصفح \| |     |       |      |      |
| - أوكلاهوما.. إقرار مشروع قانون ذبح الخيل (سكاي نيوز)         |     |       |      |      |
| 27 مارس 2013 (الأربعاء)                                       | عدل | تاريخ | راقب | تصفح |

| \| 28 مارس 2013 (الخميس) \| عدل \| تاريخ \| راقب \| تصفح \| |     |       |      |      |
| - إسرائيل تعيد فتح المعابر الحدودية مع غزة (سكاي نيوز)      |     |       |      |      |
| 28 مارس 2013 (الخميس)                                       | عدل | تاريخ | راقب | تصفح |

| \| 29 مارس 2013 (الجمعة) \| عدل \| تاريخ \| راقب \| تصفح \| |     |       |      |      |
| - واشنطن تدين الاعتداء على متظاهرات بمصر (سكاي نيوز)        |     |       |      |      |
| 29 مارس 2013 (الجمعة)                                       | عدل | تاريخ | راقب | تصفح |

| \| 30 مارس 2013 (السبت) \| عدل \| تاريخ \| راقب \| تصفح \| |     |       |      |      |
| - حادث دام جديد في مناجم الصين (سكاي نيوز)                 |     |       |      |      |
| 30 مارس 2013 (السبت)                                       | عدل | تاريخ | راقب | تصفح |

| \| 31 مارس 2013 (الأحد) \| عدل \| تاريخ \| راقب \| تصفح \| |     |       |      |      |
| - إخلاء برج إيفل عقب إنذار كاذب (سكاي نيوز)                |     |       |      |      |
| 31 مارس 2013 (الأحد)                                       | عدل | تاريخ | راقب | تصفح |

| أحداث جارية |
| --- |
| - أزمة الدين الحكومي اليوناني - جائحة فيروس كورونا 2019–20 - التدخل العسكري الروسي في أوكرانيا - التدخل العسكري الروسي في سوريا - الحرب الأهلية السورية - الهجوم على شمال غرب سوريا (2024) - الحرب الأهلية السودانية 2023 - عملية طوفان الأقصى - الحرب الفلسطينية الإسرائيلية (الخط الزمني) - صراع حزب الله وإسرائيل (2023–الآن) - - أزمة البحر الأحمر - الهجمات على القواعد الأمريكية في العراق وسوريا 2023 - الأزمة الإنسانية في غزة (2023 – الآن) تفاصيل أكثر النزاعات الجارية أدناه |

| وفيات حديثة |
| --- |
| - 14 مارس: ألان سيمبسون (سياسي) - 15 مارس: بيتر بيكسل - 15 مارس: منير شاكر - 15 مارس: دوريس فيتشين - 15 مارس: أليكس داود - 15 مارس: سليك واتس - 15 مارس: إحسان الترك - 15 مارس: واتارو أسو - 16 مارس: جيسي كولن يونغ - 16 مارس: إيميلي ديكيني - 16 مارس: أنطوان كرباج - 17 مارس: لي شاو كي - 17 مارس: أبو إسحاق الحويني - 17 مارس: أبو حمزة - 17 مارس: جون فرازير (لاعب كرة قدم بريطاني) - 18 مارس: محمود أبو وطفة - 18 مارس: ولامير ماركيز - 18 مارس: قسطنطين رودريغيز - 18 مارس: جان ميشيل (سياسي) - 18 مارس: عصام الدعاليس |

| نزاعات جارية |
| --- |
| - التدخل العسكري الدولي ضد تنظيم الدولة الإسلامية (داعش) - الكاميرون - الحرب الأهلية الكاميرونية - جمهورية إفريقيا الوسطى - حرب جمهورية إفريقيا الوسطى الأهلية (2012–الآن) - جمهورية الكونغو الديموقراطية - تمرد القوات الديمقراطية المتحالفة - صراع كيفو - الحرب الأهلية الأثيوبية (2018-حاليا) - صراع أمهرة [الإنجليزية] - موزمبيق - التمرد الإسلاموي في موزمبيق - نيجيريا - تمرد بوكو حرام - التمرد الإسلامي في الساحل - تمرد الجهاديين في بوركينا فاسو · حرب مالي - الحرب الأهلية الصومالية - الحرب في الصومال (2009–الآن) - السودان - الحرب الأهلية السودانية 2023 - النزاع في أفغانستان - النزاع بين طالبان والدولة الإسلامية في أفغانستان - صراع بنجشير - الهند - التمرد في جامو وكشمير - العصيان الماوي-الناكسالي - إندونيسيا - أزمة بابوا - الصراع الداخلي في ميانمار - الحرب الأهلية في ميانمار (2021-الحاضر) - باكستان - صراع بلوشستان - عصيان خيبر بختونخوا - الصراع الأهلي في الفلبين - التمرد الشيوعي في الفلبين - الحرب الروسية الأوكرانية - الغزو الروسي لأوكرانيا 2022 - صراع العراق (2003–الآن) - التمرد العراقي (2017–الآن) - صراع إسرائيل وغزة - الحرب الفلسطينية الإسرائيلية 2023 - هجمات الحوثيين على إسرائيل (2023 - 2024) - الحرب الأهلية السورية - التدخل الأجنبي في الحرب الأهلية السورية - تركيا - الولايات المتحدة - اليمن - الحرب الأهلية اليمنية (2014–الآن) - التدخل العسكري في اليمن |